# Ирати (микрорегион)

Ирати на карте.

Ирати (порт. Microrregião de Irati) — микрорегион в Бразилии. входит в штат Парана. Составная часть мезорегиона Юго-восток штата Парана. Население составляет 	97 449	 человек (на 2010 год). Площадь — 	2834,125	 км². Плотность населения — 	34,38	 чел./км².

## Демография
Согласно сведениям, собранным в ходе переписи 2010 г. Национальным институтом географии и статистики (IBGE), население микрорегиона составляет:						
| Полное население                             | Полное население                             | Полное население                             | Полное население                             | 97 449 |
| -------------------------------------------- | -------------------------------------------- | -------------------------------------------- | -------------------------------------------- | ------ |
| в том числе:                                 | Городское население                          | 65 019                                       | Процент городского населения, %              | 66,72  |
|                                              | Сельское население                           | 32 430                                       | Процент сельского населения, %               | 33,28  |
|                                              | Мужское население                            | 48 948                                       | Процент мужского населения, %                | 50,23  |
|                                              | Женское население                            | 48 501                                       | Процент женского населения, %                | 49,77  |
| Плотность населения, чел/км²                 | Плотность населения, чел/км²                 | Плотность населения, чел/км²                 | Плотность населения, чел/км²                 | 34,38  |
| Население микрорегиона в % к населению штата | Население микрорегиона в % к населению штата | Население микрорегиона в % к населению штата | Население микрорегиона в % к населению штата | 0,93   |

## Статистика
- Валовой внутренний продукт на 2003 год составляет 713 623 792,00 реала (данные: Бразильский институт географии и статистики).
- Валовой внутренний продукт на душу населения на 2003 год составляет 7603,63 реалов (данные: Бразильский институт географии и статистики).
- Индекс развития человеческого потенциала на 2000 год составляет 0,740 (данные: Программа развития ООН).

## Состав микрорегиона
В составе микрорегиона включены следующие муниципалитеты:
1. Ирати
2. Маллет
3. Ребосас
4. Риу-Азул